# Guibga
Guibga est une localité située dans le département de Pissila de la province du Sanmatenga dans la région Centre-Nord au Burkina Faso.

## Géographie
Petit village situé sur la rive gauche de la rivière Gouaya, Guibga se trouve à 9 km au sud-est de Ouintokoulga, à environ 22 km au nord-est du centre de Pissila, le chef-lieu du département, ainsi qu'à environ 45 km au nord-est de Kaya, la capitale régionale. Le village est situé à 7 km au nord de la route nationale 3 (RN 3), un axe important reliant à Tougouri à Kaya via Pissila.
Guibga regroupe administrativement les villages de Bollé et Lamdoguian.

## Histoire
Depuis 2015, la région Centre-Nord est soumise à des attaques djihadistes terroristes récurrentes entrainant des conflits communautaires et une grande insécurité dans certains villages du département ainsi que des déplacements internes de population vers les camps du sud de la province à Barsalogho et Kaya,. Dans ce contexte, une attaque terroriste cible spécifiquement le 25 juin 2019 le chef du village de Guibga qui est tué.

## Éducation et santé
Le centre de soins le plus proche de Guibga est le centre de santé et de promotion sociale (CSPS) de Ouintokoulga tandis que le centre hospitalier régional (CHR) se trouve à Kaya.
Guibga possède une école primaire publique.